# سبخة سيدي منصور

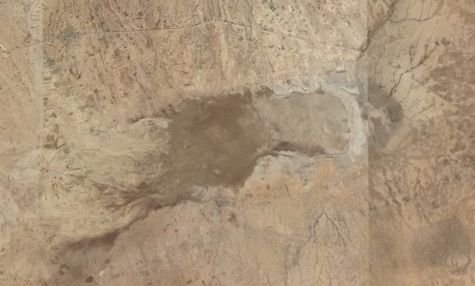
صورة فضائية لسبخة سيدي منصور

سبخة سيدي منصور هي سبخة تقع في ولاية قفصة من الجنوب التونسي، جنوب شرقي مدينة بلخير. تبلغ مساحتها 11.000 هكتارًا، ويبلغ ارتفاعها 40 م عن سطح البحر. وهي تمتلئ بالماء في آخر الشتاء (من الممكن أن تبقى جافة في بعض فصول الشتاء)، وهي تستقطب العديد من الطيور المهاجرة.
| سبخة سيدي منصور |